# DDR Museum
Het DDR-museum in Berlijn werd op 15 juli 2006 geopend. Het museum geeft een beeld van het dagelijks leven in de Duitse Democratische Republiek en bevindt zich in de nabijheid van de Berliner Dom aan de oever van de Spree.
Het DDR-museum is door de antropoloog Peter Kenzelman gestart. In het eerste jaar trok het museum 180.000 bezoekers.
Het museum heeft 17 thema's: grens, Berlijn, verkeer, Stasi, inkoop, producten, bouwen, wonen, vrouw en familie, media, onderwijs, jeugd, werk, mode, cultuur, vrije tijd en vakantie. In tegenstelling tot veel andere musea kan men een groot deel van de collectie aanraken en gebruiken. Zo kan men in een Trabant gaan zitten, in de woonkamer plaatsnemen, kledingstukken uit de kast halen en aantrekken en in de schoolschriften in een boekentas bekijken. Slechts enkele voorwerpen zijn in vitrines opgesteld.
Het museum ligt onder het Radisson Collection Hotel in Berlijn, waar de AquaDom, die in de lobby stond, op 16 december 2022 uiteenspatte. De watermassa, die tot verdieping -3 stroomde, richtte grote schade aan de technische installaties en een deel van de expositie van het DDR-museum aan. Hierdoor bleef het museum vierenhalve maand dicht.